# Lansener
En lansener var en kavalerist, der kæmpede med lanse. Lanser blev brugt i bereden krigsførelse af assyrerne så tidligt som 700 f.Kr. og senere af græske, persiske, galliske, Han-kinesiske, nomadiske og romerske ryttere.  Lansen var meget udbredt i Asien og Europa i middelalderen hos det pansrede rytteri inden det blev indført i det lette kavaleri, I Central- og Østeuropa kaldtes lansener ułan.

## Eksterne kilder og henvisninger
1. ↑  Niels M. Saxtorph: "Warriors & Weapons of Early Times" ISBN 0-7137-0575-2.

| Militær | Spire Denne artikel om militær er en spire som bør udbygges. Du er velkommen til at hjælpe Wikipedia ved at udvide den. |